# Alix des Baux
Alix des Baux (1367 (plutôt 1365)-1426), fille de Raymond IV des Baux, comte d’Avellin (1351-1372) et de Jeanne Roger de Beaufort, nièce de Grégoire XI, fut la dernière dame régnante des Baux en qualité de 15e dame des Baux (après son frère Jean, mort sans postérité) et aussi 7e comtesse d'Avellin. Elle fut pour la plus grande partie de sa vie sous la tutelle de son grand-père Guillaume III Roger de Beaufort, vicomte de Turenne, de son oncle Raymond de Turenne et de son époux Odon de Villars.

## Biographie

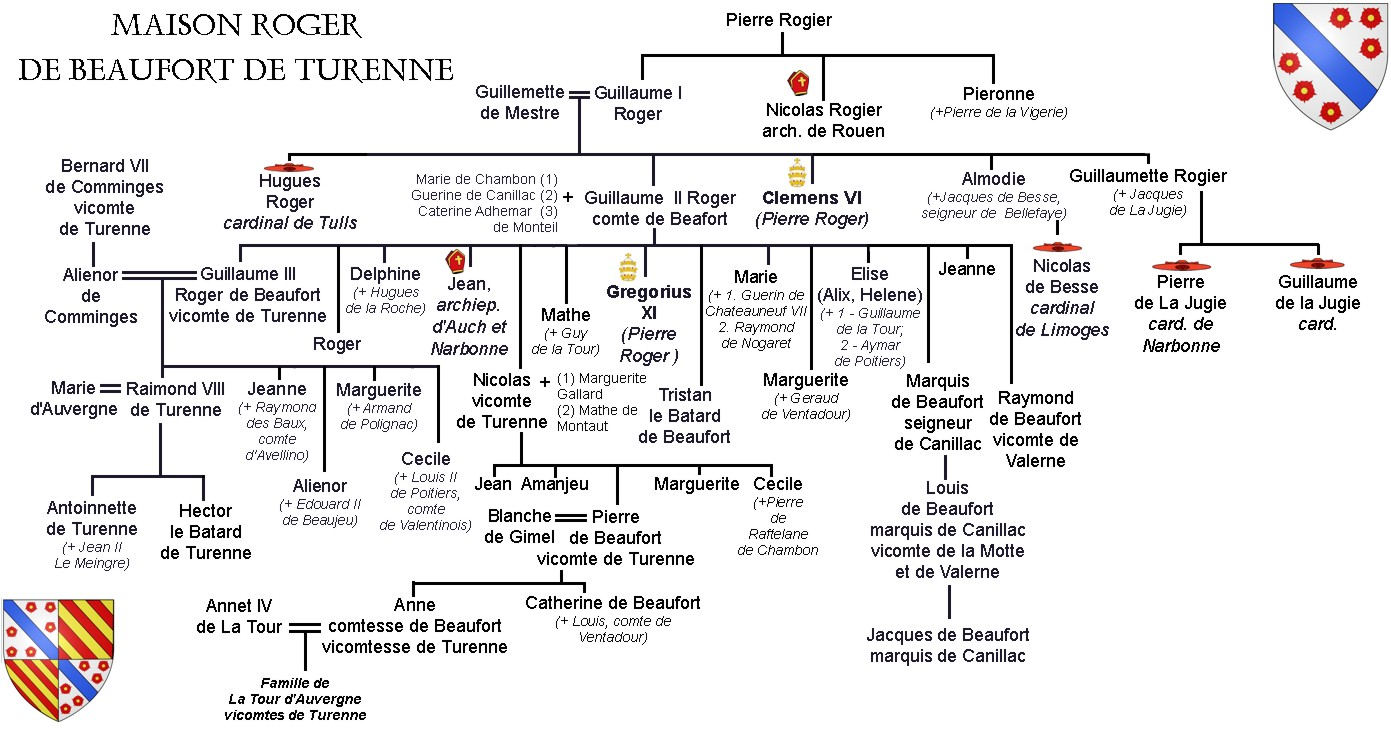
Arbre généalogique des Roger de Beaufort, alliés de la Maison des Baux

Le 28 janvier 1374, Guillaume III Roger de Beaufort fut institué tuteur d’Alix, en la ville d’Avignon, par Nicola Spinelli, Sénéchal de Provence pour la Reine Jeanne. Le 10 mars 1381, atteint de la goutte saturnique, Guillaume céda à son fils aîné Raymond de Turenne son tutorat sur Alix. Ce qui ne l’empêcha point, à la fin août 1388 (plutôt 1380), sous prétexte de présenter sa pupille à la cour pontificale, de l’amener à Avignon et de la conduire directement en l’hôtel de sa cousine Marie, princesse d’Orange. Là, il lui fit épouser, contre sa volonté et sans le consentement de la famille paternelle, Odon de Villars, petit-cousin de Clément VII. Elle avait douze ans (plutôt quinze).
En mai 1390, Odon de Villars est nommé recteur du Comtat par le pape d’Avignon. Le 20 de ce même mois, le nouveau recteur et son épouse firent leur entrée triomphale dans Carpentras où les syndics de la ville remirent à Alix une aiguière et son bassin de vermeil en cadeau de bienvenue.
Le 8 octobre 1399, lors de la réunion des États de Provence, devant Louis II et au nom d’Alix, Odon de Villars rendit hommage des fiefs des Baux-de-Provence, Mont Paon, Saint-Martin-de-Castillon, Mouriès, Éguilles et Séderon que la comtesse d’Avelino possédait en Provence et dans les terres adjacentes.
Le 4 avril 1402, à Brantes, au pied du Ventoux, en présence de son épouse, Odon de Villars fit donation à son neveu Philippe de Lévis des fiefs de Brantes, Plaisians et leurs dépendances, des seigneuries de Saint-Marcel, Roquefort, le Castellet, Cassis et Port-Miou, dépendantes de la baronnie d’Aubagne, ainsi que de La Fare-les-Oliviers, et Éguilles. Son neveu, en contrepartie devait lui servir de caution vis-à-vis de Raymond de Turenne dans l’observation d’un accord passé entre le vicomte, lui et son épouse Alix. En cas de non-respect de la part d’Alix et d’Odon, ces derniers devraient payer 50 000 florins à Raymond de Turenne,.
Le mariage d’Odon de Villars et d’Alix des Baux fut annulé par Benoît XIII vers 1408. La dame des Baux put se remarier en 1410en secondes noces avec Conrad IV de Furstemberg, comte de Fribourg-en-Brisgau et de Neuchâtel. Alix était alors comtesse d’Avellino, de Couza, dame de Laura et baronne des Baux. À ces titres et ses fiefs, hérités de son père, s’étaient ajoutés ceux légués par ses oncles et cousins. Ce qui ne l’empêcha point, en 1417, de prétendre aussi à la succession du comté de Beaufort et de la vicomté de Turenne.
Elle décéda aux Baux le 7 octobre 1426 après avoir testé sur son lit de mort. À ses titres habituels, elle avait ajouté ceux de comtesse de Neufchâtel et de Beaufort ainsi que celui de vicomtesse de Turenne. Elle chargeait son capitaine Siffroy de Gigondas de remettre la forteresse des Baux à son cousin, François-Guillaume des Baux-Andria ainsi que tous les fiefs baussencs des Avellino. Comme elle le demandait par testament elle fut inhumée, en automne 1426, dans l’église des frères mineurs d’Avignon.
Ce ne fut pas pour plaire à la reine Yolande, mère de Louis III, nouveau comte de Provence. Pour imposer le droit d’aubaine, elle députa son cadet Charles, avec le titre de Lieutenant Général, pour mander au sénéchal Tristan de la Jaille de mettre la saisie sur les domaines des Baux. Le siège fut mis durant quatre mois devant la forteresse qui céda le 21 février 1427. Elle fut remise  par Siffroy de Gigondas et Charles d’Urgel, évêque de Tortosa et cousin d’Alix, à Jean d’Arlatan, commissaire du prince Charles, et les Baux furent annexés au comté de Provence. Alix fut donc la dernière Dame de l’illustre baronnie provençale.